# 大シリア主義

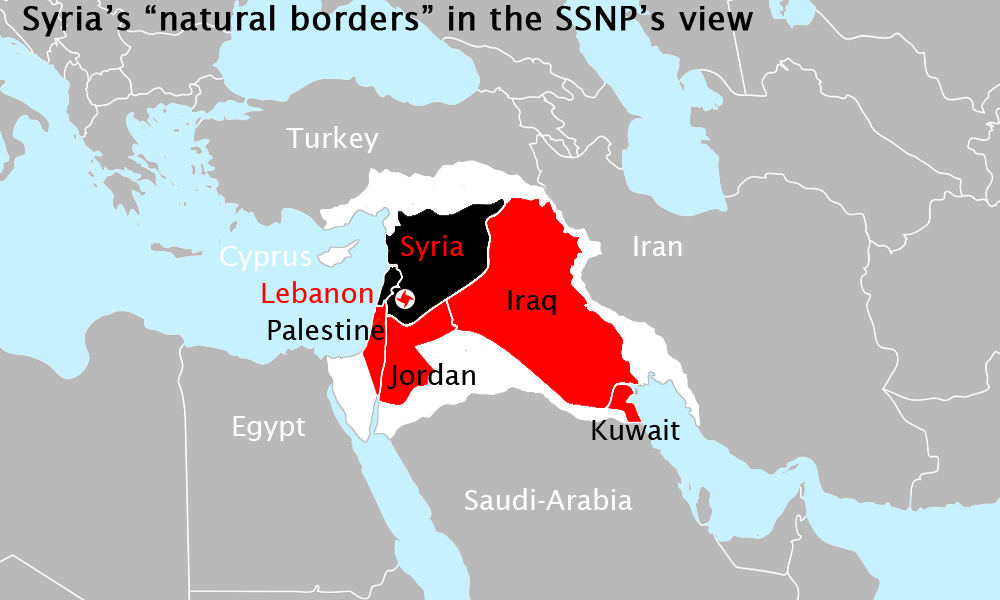
白色の部分で囲まれた一帯は、シリア社会民族党の党首アントン・サーアデー（Antun Saadeh）が提唱した、中東一帯に建設される統一シリア国家（大シリア）の範囲

大シリア主義（だいシリアしゅぎ）は、シリアを中心に発達した民族主義（ワタニーヤ）の一種。アラブ世界において数少ない穀倉・農耕地帯であるシャーム地方とも重なるシリア地方（シリア・レバノン・パレスチナ・ヨルダン）は元来は「大シリア」と呼ばれる文化的共通地帯であり、シリアを中心に統一された国家を築くべきとする主張を旨とする。場合によってはこれにエジプト・イラク・キプロス・トルコの一部（アンティキオス・アレキサンドレッタ地方）をも含める場合もある。
明確な提唱者は存在しないが、この大シリア主義を掲げる政党としては、レバノンで設立されたシリア社会民族党（SSNP）がある。ただし、シリアの政治家は、多かれ少なかれこの大シリア主義を何らかの形で持ち合わせてきた。特に第一次世界大戦後にはフランス委任統治領シリア・フランス委任統治領レバノンにおける反仏闘争の支柱となった。
第二次世界大戦後には、アラブ民族主義と連携し、時には対立する事となった。1975年に発生したレバノン内戦へのシリア介入の意図の一つとなったが、現実にはキリスト教マロン派のフェニキア主義、パレスチナ解放機構のパレスチナ・ナショナリズムやイラクの軍事政権・バアス党政権のイラク・ナショナリズム、クルド人によるクルド・ナショナリズム、ドゥルーズ派の独自路線、1980年代以降のイスラム主義とぶつかる事となった。